# Aplodactylus westralis
Aplodactylus westralis är en fiskart som beskrevs av Russell, 1987. Aplodactylus westralis ingår i släktet Aplodactylus och familjen Aplodactylidae. Inga underarter finns listade i Catalogue of Life.